# Сидоровська (Вілегодський район)
Сидоровська (рос. Сидоровская) — присілок в Вілегодському районі Архангельської області Російської Федерації.
Населення становить 272 особи. Входить до складу муніципального утворення Вілегодський муніципальний округ.

## Історія
До 2020 року входихо до складу муніципального утворення Іллінське муніципальне утворення.

## Населення
| 2002 | 2010 | 2012 |
| ---- | ---- | ---- |
| 292  | ↘252 | ↗272 |